# Абильджа
Абильджа (азерб. Əbilcə) — село в административно-территориальном округе села Улашлы Губадлинского района Азербайджана. Село расположено на берегу реки Базарчай.

## История
По данным «Свода статистических данных о населении Закавказского края, извлеченных из посемейных списков 1886 года», в селе Абульджа Ходжаганского сельского округа Зангезурского уезда Елизаветпольской губернии было 27 дымов и проживало 123 азербайджанца (в источнике — «татарина») шиитского вероисповедания, из которых 17 являлись беками, а остальные — владельческими крестьянами.
В ходе Первой карабахской войны, в 1993 году село было занято армянскими вооружёнными силами, и до октября 2020 года находилось под контролем непризнанной НКР. Согласно административно-территориальному делению НКР, село находилось в Кашатагском районе и называлось Вардабац. 28 октября 2020 года, в ходе вооружённого конфликта, президент Азербайджана объявил об освобождении села Абильджа вооружёнными силами Азербайджана.

## Топонимика
Название села образовалось добавлением к имени Абиль (азерб. Əbil) суффикс -джа, и означает «место принадлежащее Абилю».